# کایرانبان
کای‌ران‌بان (به ژاپنی: 回覧板 かいらんばん) به معنی تحت‌الفظی اعلامیه چرخان، جعبه اعلامیه سیار نوعی وسیله پوشه مانند، برای قرار دادن اعلامیه‌ها مکاتبات و غیره در آن و و پخش و گرداندن این اعلان‌ها در بین اعضای چونایکای (انجمن محله ژاپنی) است. کای‌ران‌بان عمدتاً به عنوان یک وسیله ارتباطی در داخل روستا مورد استفاده قرار می‌گیرد.